# Mahasena graminivora
Mahasena graminivora är en fjärilsart som beskrevs av George Francis Hampson 1895. Mahasena graminivora ingår i släktet Mahasena och familjen säckspinnare. Inga underarter finns listade i Catalogue of Life.